# Merosargus obscurus
Merosargus obscurus är en tvåvingeart som först beskrevs av Christian Rudolph Wilhelm Wiedemann 1830.  Merosargus obscurus ingår i släktet Merosargus och familjen vapenflugor. Inga underarter finns listade i Catalogue of Life.